# إلفيتغرافير
إلفيتغرافير هو أحد مثبطات الإنزيم المدمج التي تستخدم لعلاج عدوى فيروس العوز المناعي البشري. طورته غيلياد ساينسز بعد أن حصلت على رخصته من شركة تبغ اليابان في آذار 2008.
حصل الدواء على ترخيص إدارة الغذاء والدواء في 27 آب 2012 ضمن دواء مركب ثابت الجرعة اسمه ستريبيلد ليستخدم في علاج عدوى فيروس العوز المناعي البشري عند البالغين. وفي 24 أيلول 2014، رخصت إدارة الغذاء والدواء لدواء اسمه فيتكتا (Vitekta) والذي يحتوي على إلفيتغرافير وحده.